# Ada Montellanico
Ada Montellanico (* um 1963 in Rom) ist eine italienische Jazzmusikerin (Gesang, Komposition).

## Leben und Wirken
Montellanico nahm von 1983 bis 1985 Gesangs- und Musikunterricht an der Scuola di Musica Popolare di Testaccio. 1985 trat sie beim Four Roses Jazz Festival in Rom 1985 erstmals mit Enrico Pieranunzi auf. Von 1985 bis in die frühen 1990er Jahre experimentierte sie mit verschiedenen Formationen, zu denen zunächst häufig Pieranunzi und Roberto Gatto, später Stefano Lestini, Massimo Moriconi und Fabrizio Sferra gehörten. 1992/93 konzertierte sie als Sopranistin mit dem Blue Note Ensemble, einem klassischen Ensemble unter der Leitung von Marcello Faneschi, mit dem sie das Repertoire von George Gershwin interpretierte. In den Folgejahren arbeitete sie mit international bekannten Künstlern wie Lee Konitz/Enrico Pieranunzi (Ma l'amore no, 1998), Enrico Rava (L'altro Tenco, 1998), Paul McCandless, Massimo Nunzi, Fabrizio Bosso, Danilo Rea, Maria Pia De Vito und Marco Collazzoni zusammen und hat an zahlreichen europäischen Jazzfestivals teilgenommen. Aus ihrer Beschäftigung mit Luigi Tenco, dessen (auch unveröffentlichte) Chansons sie auf mehreren Alben in der Art von Jazz-Standards interpretierte, resultierte 2006 ihr Buch Quasi sera, una storia di Tenco.
Montellanico ist Lehrerin für Jazzgesang am Conservatorio Lorenzo Perosi. Im Jahr 2014 gründete sie die MIDJ (Associazione Musicisti italiani di jazz) und war deren Vorsitzende für die ersten vier Jahre. Derzeit ist sie Präsidentin des Vereins Il Jazz va a scuola. Überdies ist sie Vizepräsidentin des Consiglio Superiore dello Spettacolo.

## Diskographische Hinweise
- Ada Montellanico / Jimmy Cobb Trio The Encounter (Philology 1994, mit Massimo Faraò, Walter Booker)
- Suoni Modulanti (Abeat 2001, mit Fabrizio Bosso, Max Ionata, Giovanni Ceccarelli, Pietro Ciancaglini, Lorenzo Tucci)
- Ada Montellanico & Enrico Pieranunzi: Danza di una Ninfa (Egea 2005, mit Paul McCandless, Bebo Ferra, Piero Salvatori, Luca Bulgarelli, Michele Rabbia)
- Suono di Donna (Incipit 2012, mit Giovanni Falzone, Massimo Morganti, Glauco Benedetti, Mirco Mariottini,  Francesco Diodati, Gabriele Evangelista, Alessandro Paternesi)
- WeTuba (Incipit 2021, mit Michel Godard, Paolo Fresu, Simone Graziano, Francesco Ponticelli, Bernardo Guerra)